# Парал, Владимир
Владимир Парал (чеш. Vladimír Páral; род. 10 августа 1932 года) — чешский писатель-прозаик, автор бытовых и научно-фантастических романов и новелл.

## Биография
Родился в Праге в семье офицера генерального штаба чехословацкой армии. Окончив в 1950 году реальную гимназию, Владимир Парал поступил на Химический факультет Брненского технического университета. Затем он перешёл в Химико-технологический институт в Пардубице, который окончил в 1954 году.
С 1954 года работал инженером-технологом на заводе «Kolora» в городах Либерец и Яблонец-над-Нисоу. Два года спустя начал работать на заводе «Chemopharma» в городе Усти-над-Лабем. Сначала занимал должность исследователя, затем стал работать сменным мастером и инженером-химиком. С 1967 года Владимир Парал является профессиональным писателем.

## Творчество
Его проза характеризуется «технологическим стилем», так как Парал часто описывает лабораторные эксперименты.
Дебютировал юмористической повестью «Шесть адских ночей» (чеш. Šest pekelných nocí), написанной в 1962 году под псевдонимом Ян Лабан (чеш. Jan Laban).
В 1964 году была опубликована новелла «Ярмарка исполненных желаний» (чеш. Veletrh splněných přání) — первая книга, образующая так называемую «чёрную пенталогию» (чеш. černá pentalogie). В этом прозаическом цикле из 3 новелл и 2 романов автор подвергает критике общество потребления. Основной темой является конфликт между монотонной жизню и аутентичным опытом. При этом, монотонная жизнь в этом конфликте считается негативным элементом человеческой жизни. В 1966 году был создан роман «Метелица частной жизни» (чеш. Soukromá vichřice) и через три года «Катапульта» (чеш. Katapult). Четвёртый роман цикла, названный «Любовники и убийцы» (чеш. Milenci a vrazi), не соответствовал принципам культурной политики режима нормализации. Автор был подвергнут острой критике, и, стремясь соответствовать официальной идеологии, в 1971 году создал роман «Профессиональная женщина» (чеш. Profesionální žena).
В 1973 году Парал написал произведение «Молодой мужчина и белый кит» (чеш. Mladý muž a bílá velryba). Вместе с романами «Веселье до утра» (чеш. Radost až do rána), «Гениальное чудо» (чеш. Geniální zázrak), «Муки воображения» (чеш. Muka obraznosti), оно образует так называемую «белую тетралогию» (чеш. bílá tetralogie). Писав эти произведения, автор пытался преодолеть скептицизм и создать положительный социальный тип.
В 1980-х годов Парал обратился к научной фантастике: «Искушение А-ZZ» (чеш. Pokušení A-ZZ), «Война с многоликим зверем» (чеш. Válka s mnohozvířetem), «Ромео и Джульетта 2300» (чеш. Romeo a Julie 2300), «Страна женщин» (чеш. Země žen). Его последние прозаические произведения, напр., «Декамерон 2000, или Любовь в Праге» (чеш. Dekameron 2000 aneb Láska v Praze) или «Книга блаженства, смеха и радости» (чеш. Kniha rozkoší, smíchu a radosti) пронизаны эротическими мотивами.

## Список произведений

### Чёрная пенталогия
- 1964 — Veletrh splněných přání
- 1966 — Soukromá́ vichřice
- 1969 — Milenci a vrazi
- 1971 — Profesionální žena

### Белая тетралогия
- 1973 — Mladý muž a bílá velryba
- 1975 — Radost až do rána
- 1977 — Geniální zázrak
- 1980 — Muka obraznosti

### Научная фантастика
- 1982 — Pokušení A-ZZ
- 1983 — Válka s mnohozvířetem
- 1987 — Země žen
- 1982 — Romeo a Julie 2300
- 1990 — Dekameron 2000 aneb Láska v Praze
- 1992 — Kniha rozkoší, smíchu a radosti